# Nasir (Stadt)
Koordinaten: 8° 37′ N, 33° 5′ O

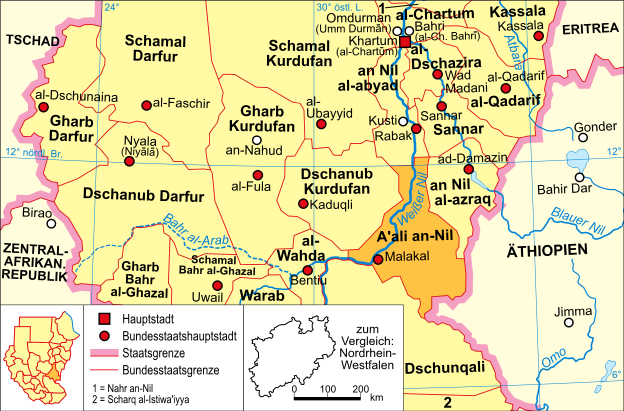
Lage des Bundesstaates A'ali an-Nil im Sudan

Nasir (arabisch الناصر an-Nāṣir; manchmal auch Nasser geschrieben) ist eine Kleinstadt im Südsudan. Seit 2015 ist sie die Hauptstadt des neu gegründeten Bundesstaates Latjoor.

## Lage
Die Stadt liegt am Fluss Sobat im Bundesstaat Upper Nile (Obernil), rund 25 Kilometer von der Grenze zu Äthiopien und rund 450 km von Juba entfernt.

## Bevölkerung
Die Einwohner von Nasir gehören überwiegend der Ethnie der Nuer an. Die Einwohnerzahl ist nicht genau bekannt. Sie dürfte unter 20.000 liegen.
Heute (Stand: Juni 2016) ist die Stadt komplett von ihren Einwohnern verlassen.

## Geschichte

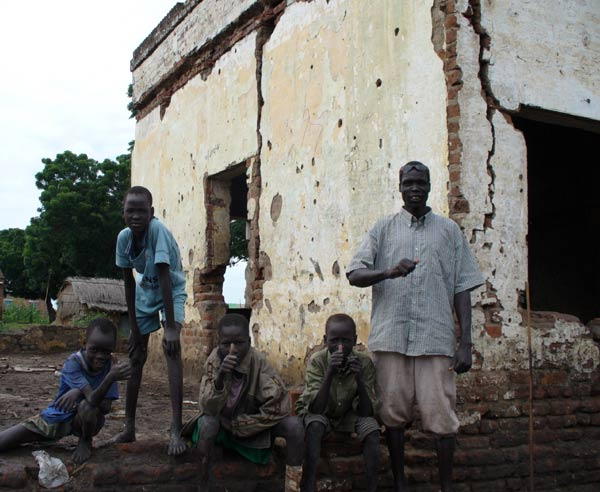
Im Bürgerkrieg zerstörtes Gebäude in Nasir

Seit Beginn des 20. Jahrhunderts war Nasir Sitz von US-amerikanischen presbyterianischen Missionaren.
Im zweiten Bürgerkrieg spielte Nasir eine strategische Rolle, als das Gebiet ab 1991 zum Sitz einer Rebellenfraktion wurde, der SPLA-Nasir und späteren SPLA-United, die von Riek Machar angeführt wurde, einem späteren Vizepräsidenten Südsudans. Diese Zeit in Nasir wird in dem Roman Emma's War von Deborah Scroggins beschrieben.
Die Stadt war während des Bürgerkrieges (zwischen dem Norden des Sudan und dem Süden – vor der Teilung 2011) heftig umkämpft und wurde bombardiert. Nur noch wenige Ziegelgebäude aus der Kolonialzeit sind erhalten, ansonsten besteht die Bebauung aus Tukuls (Lehmhütten).
Im Zuge der Auseinandersetzungen (Bürgerkrieg Südsudan) zwischen den Einheiten des Präsidenten Salva Kiir (SPLA – Sudanese People Liberation Army) und des Vizepräsidenten Riek Machar (SPLA iO – Sudanese People Liberation Army in Opposition) war diese Stadt im Laufe des Jahres 2013 wieder heftig umkämpft. Das führte dazu, dass die Stadt von ihren Einwohnern aufgegeben und verlassen wurde. Der Großteil der Bevölkerung flüchtete nach Äthiopien. Die Gebäude der Stadt sind zu ca. 95 % zerstört.
Heute (Stand: Juni 2016) befindet sich ca. 2 km westlich der Stadt eine SPLA-Einheit. Der Bereich östlich ist in der Hand der Truppen der SPLA iO. Dazwischen befindet sich am östlichen Stadtrand eine kleine Teamsite der Mission UNMISS mit internationalen Militärbeobachtern.

## Infrastruktur

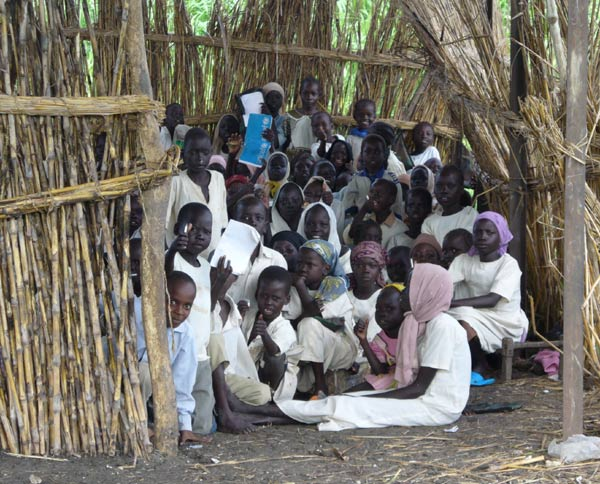
Islamische Grundschule in Nasir

Nasir verfügt über kein Strom- oder Telefonnetz und über keine Trinkwasseranlagen. Es gibt zwei Grundschulen. Die niederländische Sektion von Ärzte ohne Grenzen betrieb eine Klinik. In Folge der Auseinandersetzungen 2013 wurden jedoch auch diese Einrichtungen zerstört und aufgegeben.
Darüber hinaus befindet sich im Osten der Stadt ein "Airstrip" – eine ca. 1500 m lange, grasbewachsene Start- und Landebahn, die von kleineren Frachtmaschinen zur Versorgung der SPLA-Einheit unregelmäßig genutzt wird.